# Matylda toskańska

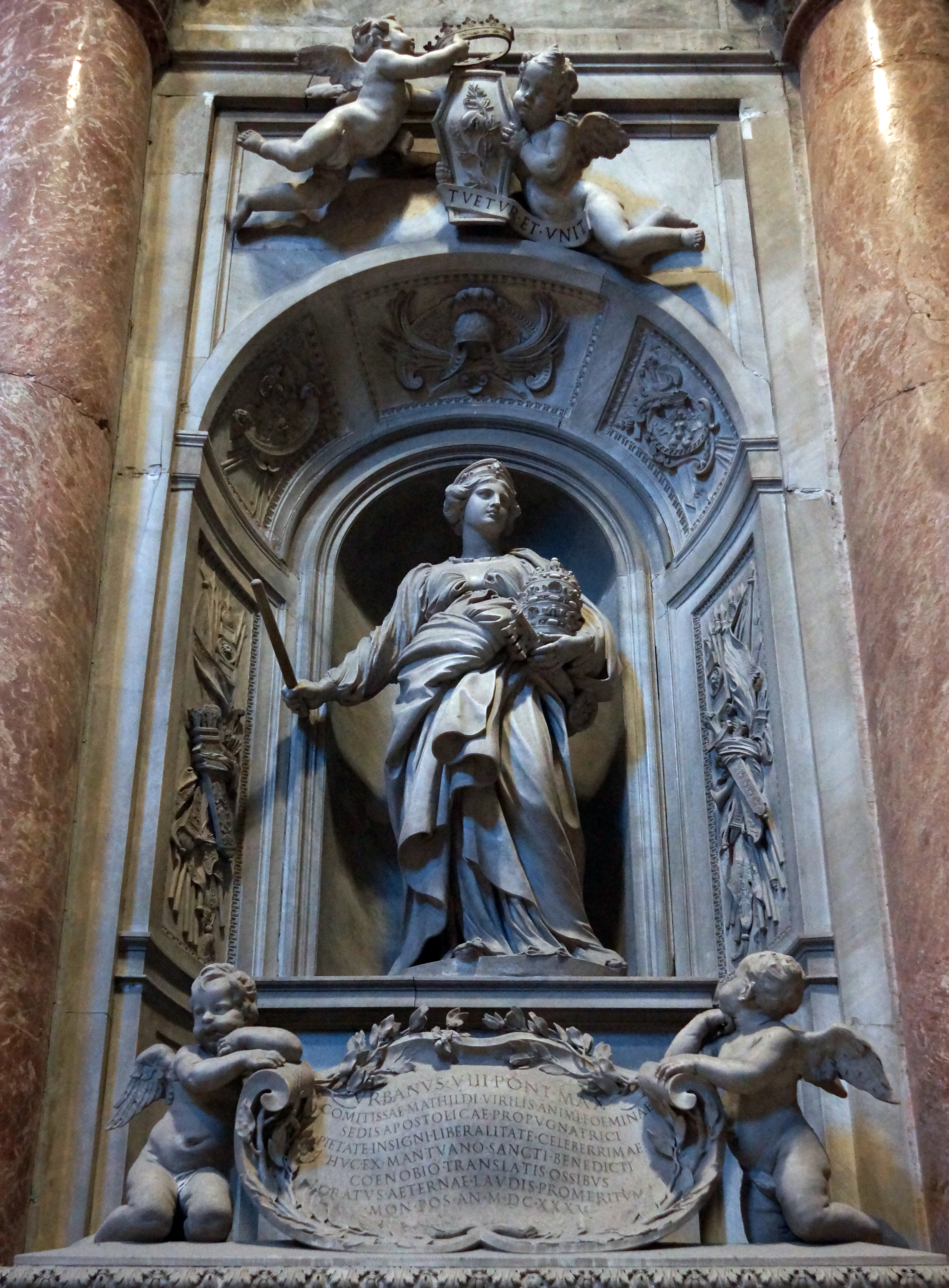
Nagrobek Matyldy w Watykanie

Matylda toskańska zwana również Matyldą z Canossy (ur. 1046, zm. 24 lipca 1115 w Bondeno di Roncore) – margrabina Canossy, Toskanii i księżna Spoleto. Jej ojcem był Bonifacy III, matką natomiast była Beatrycze, księżna Lotaryngii.

## Życiorys
W wieku 6 lat, w wyniku śmierci ojca i obu braci, została dziedziczką Arezzo, Sieny, Corneto, Reggio Emilii, Modeny, Parmy, Ferrary, księstw Spoleto i Camerino oraz części Lombardii. Już znaczące posiadłości zostały dodatkowo wzmocnione małżeństwem z Gotfrydem IV z Lotaryngii z 1069 roku. Doczekała się z nim córki Beatrycze (1070/1-1071), jednak już w 1070 lub 1071 uzyskała repudium i nie powróciła do niego. Zaczęła zarządzać Toskanią z matką bez udziału Gotfryda. Byłych małżonków ostatecznie poróżnił spór o inwestyturę, w którym stanęli po przeciwnych stronach.
Prowadziła politykę popierającą wzmocnienie władzy papieskiej. To właśnie pod jej zamek udał się w lutym 1077 r. cesarz Henryk IV na spotkanie z papieżem Grzegorzem VII w celu rozwiązania kryzysu kościelnego.
Później popadła w konflikt z Henrykiem IV, który w 1081 odebrał jej lenna. W związku z tym organizowała wyprawy zbrojne przeciwko jego stronnikom.
W 1078 r. Matylda nadzorowała budowę nowych fortyfikacji, a przed swoją śmiercią (1115) przyznała Florencji status niezależnego miasta.
Matylda Toskańska jest również znana ze swej waleczności. Fakty historyczne mówią, iż sama dowodziła swoimi oddziałami. Przez 30 lat pozostawała w służbie najpierw papieża Grzegorza VII, a potem Urbana II. Nie jest również tajemnicą, że Grzegorza VII (Hildebranda) łączyły osobiste kontakty z Matyldą, o czym mogą świadczyć listy, które zachowały się do dziś.
Na starość wstąpiła do klasztoru benedyktyńskiego, ale i tu raz jeszcze przyszło jej użyć oręża przeciwko buntowi w pobliskim mieście Mantui.
W 1630 została pochowana w bazylice św. Piotra – jako pierwsza kobieta. Nagrobek zaprojektował Gianlorenzo Bernini.

## W kulturze

### Dramat
Historia Matyldy stanowi jeden z głównych elementów dramatu Luigiego Pirandella Henryk IV. W 1984 opowieść ta została zekranizowana, a w rolę Matyldy wcieliła się Claudia Cardinale.

### Poemat
Jedną z postaci występujących w Boskiej Komedii Dantego jest Matylda, utożsamiana przez niektórych komentatorów dzieła z margrabiną Canossy. Był to znaczący wkład w jej popularność i obecność w kulturze.

### Gry wideo
W serii gier wideo Crusader Kings jedną z grywalnych władczyń jest Matilda di Canossa, przedstawiona jako księżna Toskanii.